# Prospezione geofisica
La prospezione geofisica è una tecnica di indagine non distruttiva del sottosuolo, che consiste nella misurazione tramite apparecchi di alcune proprietà fisiche del terreno che possono rivelarne la struttura, così come la presenza di oggetti sepolti. È utilizzata in applicazioni archeologiche, forensi, civili, ambientali, minerarie, petrolifere e geotecniche.

## Prospezione magnetometrica
Nel terreno si sovrappongono al campo magnetico terrestre campi magnetici statici prodotti da sorgenti locali. Misurando l'intensità del campo magnetico terrestre e valutandone le variazioni e anomalie riferite agli strati più superficiali del terreno è possibile mappare il terreno sottostante nelle sue eventuali discontinuità in termini di composizione. Infatti se dei resti archeologici sepolti hanno proprietà magnetiche significativamente diverse da quelle del terreno che le circonda sarà in questo modo possibile individuarle.
Possono essere individuate con maggiore facilità formazioni concentrate (in archeologia: pozzi, tombe, depositi di materiali) o lineari (strade, fossati, allineamenti di muri). Per la misurazione si utilizza un magnetometro differenziale o gradiometro.
Per un buon risultato è necessario che il terreno sia uniforme, con superficie regolare e con moderata suscettività magnetica. La presenza di nuclei di materiale vulcanico nelle vicinanze o di un fondo roccioso poco profondo può causare disturbi che vanno opportunamente filtrati. Altro elemento di disturbo per le misurazioni è costituito dalla presenza di materiale metallico di origine recente e sepolto a poca profondità, che tuttavia può essere preliminarmente individuato con l'utilizzo di un metal detector.

## Georadar
Il metodo del GPR (Ground Probing Radar o Ground Penetrating Radar) si basa sull'emissione e propagazione di impulsi elettromagnetici nel terreno, i quali vengono riflessi e rifratti dalle discontinuità fisiche ed elettriche presenti nel sottosuolo. 
La penetrazione del segnale impulsivo è funzione dello spettro del segnale irradiato e delle proprietà elettriche del terreno nel quale si propaga. 
Terreni o mezzi molto conduttivi (per esempio un terreno saturo d'acqua ricca di ioni disciolti) sono responsabili di una forte attenuazione. Il terreno agisce come un filtro passa basso sul segnale emesso dalle antenne; ci si può quindi aspettare una penetrazione maggiore da segnali con spettro prevalentemente a bassa frequenza. Per contro, al diminuire del contenuto in frequenza del segnale irradiato peggiora la risoluzione.
Il metodo, attraverso una serie di profili tracciati a distanze regolari, permette di ricavare immagini ad alta risoluzione del terreno e di quanto vi sia contenuto fino a qualche metro di profondità.

## Sismica

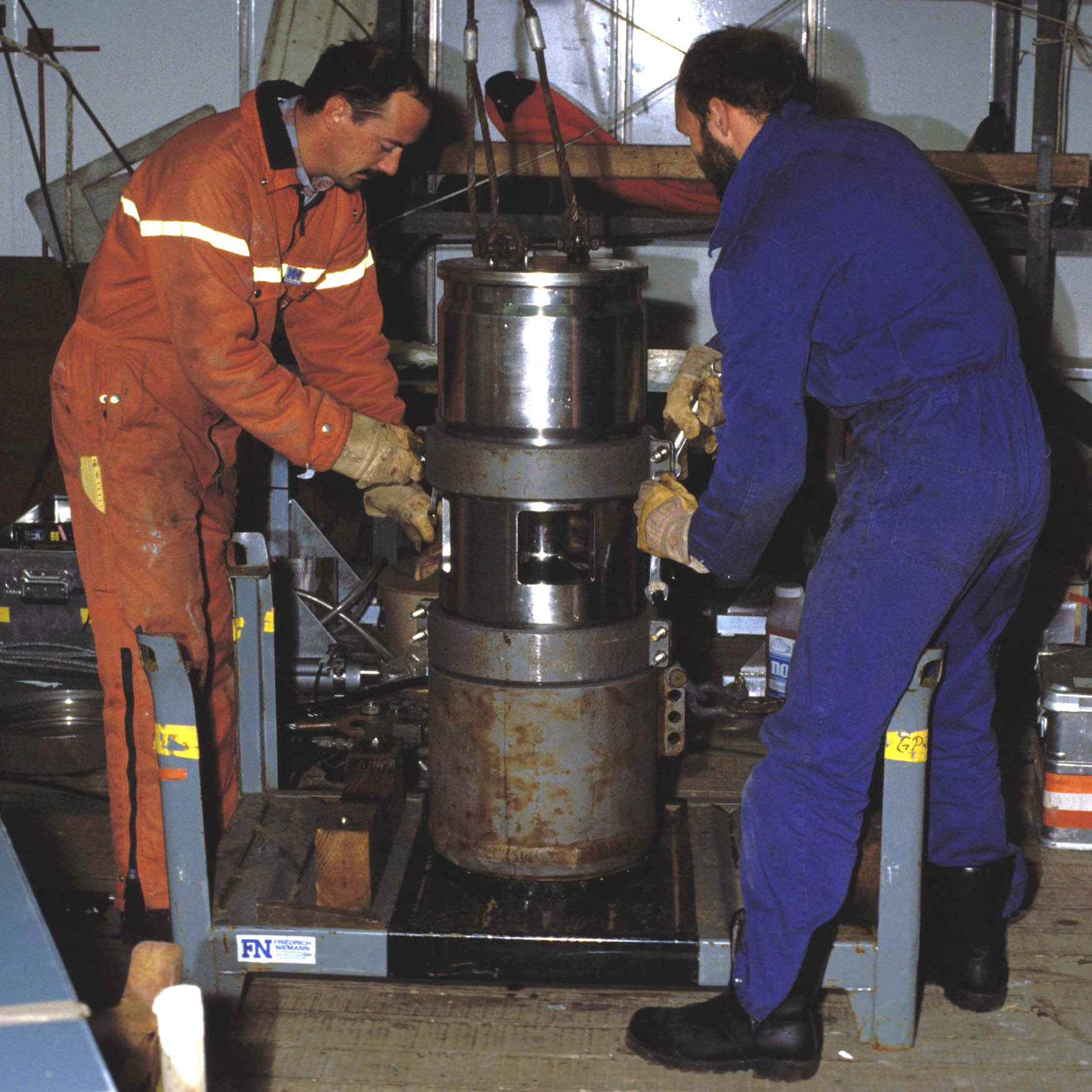
Air gun

Utilizza la propagazione di onde acustiche prodotte artificialmente (ad es. con l'utilizzo di air gun, una sorta di compressore che fa esplodere una bolla d'aria sott'acqua,  ). Si registra il segnale risultante e si misura il tempo di propagazione tra l'energizzazione e la ricezione delle onde da parte di ricevitori che possono essere geofoni o anche accelerometri accuratamente posizionati in modo da ricevere nel miglior modo possibile le riflessioni e/o rifrazioni causate dagli strati sottostanti.
I ricevitori possono essere stesi singolarmente o in array in modo da migliorare il rapporto S/N.
La sismica è la tecnica geofisica più importante per indagare la sotto superficie in profondità e per delinearne le strutture geologiche presenti. È molto usata nella ricerca di idrocarburi.
Esistono varie tecniche:
- sismica a rifrazione
- sismica a riflessione
- prova down-hole
- prova up-hole
- prova cross-hole

## Geoelettrica
La prospezione elettrica sfrutta le proprietà di resistività tipiche dei terreni e delle rocce. Esistono vari tipi di prove, che si differenziano principalmente per le modalità di energizzazione e di raccolta dei dati.